# Arauca (municipi)
Arauca és un dels set municipis del Departament d'Arauca, a Colòmbia. Es troba a la riba del riu Arauca; està comunicada amb Veneçuela pel Pont Internacional José Antonio Páez; es connecta per via terrestre amb el centre del país mitjançant la Ruta de los Libertadores, que uneix les ciutats de Caracas i Bogotà. Té una única sortida cap a l'interior del país. Sols a 18 quilòmetres d'Arauca hi ha una bifurcació de camins. L'una es dirigeix a Arauquita i l'altra a Tame.